# Gears of War: Judgment
Gears of War: Judgment (рус. Механизм войны. Суд) — видеоигра, шутер от третьего лица, разработанный компанией Epic Games и изданный Microsoft Studios в марте 2013 года, только для игровой приставки «Xbox 360».

## Сюжет
События разворачиваются через шесть недель после Дня Прорыва и за 14 лет до Светового наступления. Чуть больше месяца как закончилась Маятниковая война, продолжавшаяся 79 лет, а Коалиция Объединённых Государств вступила в бой с новым, ещё плохо изученным, врагом — Ордой Саранчи. Вся планета превратилась в зону боевых действий, а правительство и военное командование оказалось не способно скоординировать войска, и обеспечить безопасность гражданского населения.
В то далёкое время Дэймон Бэрд был лейтенантом, командующим офицером отряда Кило, но после недавних событий в городе Халво-Бэй, он и его люди оказались под трибуналом, который устроил полковник Эзра Лумис, суровый солдафон и командующий Ониксовой Стражи (элитного спецназа Коалиции), принявший командование местными силами обороны. Слушание проходит в занятом Стражей здании суда, где Лумис поочерёдно допрашивает Дэймона Бэрда и его бойцов: Софию Хендрик, кадета Ониксовой стражи из Военной академии Халво-Бэй; Гаррона Падука, бывшего гораснийского майора Союза Независимых Республик, ставшего «шестерёнкой» Коалиции по Программе открытого оружия (решения правительства Коалиции о наборе добровольцев в армию из военных заключенных); и Августа Коула, бывшую звезду трэшбола. Порой допрос прерывается атаками Саранчи, но Лумис непреклонен в уставном порядке и намерен выслушать всё до конца.

## Отзывы
| Сводный рейтинг       | Сводный рейтинг |
| Агрегатор             | Оценка          |
| --------------------- | --------------- |
| GameRankings          | 77,38 %         |
| Metacritic            | 79/100          |
| Иноязычные издания    |                 |
| Издание               | Оценка          |
| Game Informer         | 8,50/10         |
| IGN                   | 9,2/10          |
| Русскоязычные издания |                 |
| Издание               | Оценка          |
| Absolute Games        | 70 %            |
| Riot Pixels           | 70/100          |

People Can Fly — прекрасные разработчики, и с поставленной задачей справились очень уверенно. Проблема в том, что по-хорошему эту задачу перед ними не стоило ставить вообще. «Judgment» — это лишняя игра. По крайней мере сейчас, всего полтора с небольшим года спустя после Gears of War 3.
Как выразился один рецензент, PCF подтвердил свою славу «ничего не меняющих парней». GoW:J ничем не отличается от GoW3 (кроме пары новых врагов и дополнительных заданий), игра по сути представляет собой набор миссий, в большинстве случаев не связанных между собой. Сюжет ничего не рассказывает о истории Серы или Беарда, игровой процесс всё тот же. «Я советую купить вам GoW3. Всё так же, но с хорошим сюжетом, который в одном месте даже заставит вас пустить слезу».